# Горст Велльнер
Горст Велльнер (нім. Horst Wellner; 30 вересня 1908, Цвікау — 25 жовтня 1939, Ла-Манш) — німецький офіцер-підводник, капітан-лейтенант крігсмаріне.

## Біографія
1 квітня 1929 року вступив у рейхсмаріне. З 5 жовтня 1937 року — командир підводного човна U-14, з 12 жовтня 1939 року — U-16. 25 жовтня 1939 року човен був потоплений англійськими кораблями в протоці Ла-Манш, поблизу міста Дувр. Всі 28 членів екіпажу загинули.
Всього за час бойових дій здійснив 3 походи (загалом 33 дні в морі) і потопив 1 корабель. 21 листопада 1939 року на міні, встановленій U-16, підірвався і потонув французький мінний тральщик Ste. Claire водотоннажністю 57 брт. Всі 11 членів екіпажу загинули.

## Звання
- Кандидат в офіцери (1 квітня 1929)
- Кадет (10 жовтня 1929)
- Фенріх-цур-зее (1 січня 1931)
- Обер-фенріх-цур-зее (1 квітня 1933)
- Лейтенант-цур-зее (1 жовтня 1933)
- Оберлейтенант-цур-зее (1 червня 1935)
- Капітан-лейтенант (1 жовтня 1938)

## Нагороди
- Медаль «За вислугу років у Вермахті» 4-го класу (4 роки)